# Thomas Wallner
Thomas Wallner, född 16 april 1950, är en svensk gallerist. Han grundade 1974 Galleri Wallner i Malmö.  Wallner har haft fokus på konstnärer från Skandinavien, Europa och USA.
Wallner har deltagit i internationella konstmässor i Amsterdam, Berlin, Köln, Frankfurt, London och Stockholm.
Bland konstnärer som ställts ut kan nämnas Curt Asker, Ola Billgren, Max Book, Bård Breivik, Bo Hylander, Barbro Bäckström, Erik Dietman, Cecilia Edefalk, Barry Flanagan, Diane Arbus och Irving Penn, Jens Fänge, Clay Ketter, Oskar Korsár, Sirous Namazi och Magnus Wallin.
Under åren 2010-2024 hade han Galleri Thomas Wallner i Simris, men meddelade att han i augusti 2024 har den sista utställningen där, därefter öppnar han ett nytt galleri i Malmö hösten 2024.